# Ramosch (krets)
Ramosch (föråldrad tysk namnform: Remüs) är en krets i distriktet Inn i den schweiziska kantonen Graubünden. Den är uppkallad efter byn och tidigare kommunen med samma namn.

## Indelning
Ramosch består av de två kommunerna Samnaun (tyskspråkig) och Valsot (rätoromanskspråkig).